# Don Camillo Chor
Der Don Camillo Chor ist ein gemischter Jazz- und Popchor aus München. Geleitet wird das Ensemble, das aus rund 32 Sängerinnen und Sängern besteht, von Philipp Weiß.

## Geschichte
Das Ensemble wurde 1994 als Jugendchor gegründet. Den zu ehemaligen Chorleitern zählen unter anderem Florian Helgath, Andrea Figallo und Matthias Seitz.

## Repertoire
Eine Besonderheit des Don Camillo Chores ist die Vielfalt der Genres, die das Ensemble in sein Repertoire einbezogen hat. Hier finden sich neben Pop- und Jazznummern auch klassische Werke sowie gesangliche Ausflüge über Hip-Hop, Hardrock und Volksmusik bis hin zu clusterartigen, polyrhythmischen, avantgardistischen Klangwelten.

## Auftritte und Auszeichnungen
Nationale und internationale Wettbewerbs- und Festivalteilnahmen führten den Don Camillo Chor unter anderem nach Mainz (Vocal Jazz Summit) und Marktoberdorf (Musica Sacra International) sowie nach Österreich (vokal.total), Dänemark (Aarhus Vocal Festival) und Polen (Międzynarodowy Festiwal Chóralny Wschód – Zachód – Zbliżenia Radomsko).
Bei der International A Cappella Competition in Graz wurde der Chor im Jahr 2006 mit einem 2. Preis sowie dem Ward Swingle Award ausgezeichnet. Bei den World Choir Games in Graz, an denen 440 Chöre aus 93 Ländern teilnahmen, erreichte das Ensemble 2008 den 2. Platz in der Kategorie Jazz und wurde hierfür mit einer Goldmedaille prämiert.
2009 gewann der Chor unter Leitung seines damaligen Chorleiters Florian Helgath den Bayerischen Chorwettbewerb in der Kategorie „Jazz a-cappella etc.“ und wurde damit zur Teilnahme am Deutschen Chorwettbewerb 2010 in Dortmund eingeladen. Dort erzielte der Chor einen 3. Preis und bekam das Prädikat „Mit hervorragendem Erfolg teilgenommen“ verliehen. Im Jahr 2013 belegte das Ensemble erneut den 1. Platz beim Bayerischen Chorwettbewerb. Und im Jahr 2022 wurde der Chor mit dem 3. Preis beim Chorfest des Deutschen Chorverbands in Leipzig ausgezeichnet.
Das von Chormitgliedern selbst getextete, komponierte und arrangierte A-cappella-Märchen „Kasimirs Abenteuer“ wurde als Hörbuch veröffentlicht und mit dem Medienpreis Leopold des Verbands der deutschen Musikschulen prämiert.

## Diskografie
Von den bislang erschienenen CDs des Don Camillo Chores werden drei über ein Label vermarktet.
- 2009: Good Bait (Spektral Records, SRL4-09049)[8]
- 2011: Sommer in der Stadt (Housemaster Records)[9]
- 2012: Honey (Housemaster Records, HOA 260764)[10]
- 2017: Kasimirs Abenteuer (ISBN 978-3-00-055937-2)[11]